# 新疆维吾尔自治区中医医院
新疆维吾尔自治区中医医院是中华人民共和国新疆维吾尔自治区唯一一所自治区级三级甲等公立中医医院。新疆维吾尔自治区中医医院同时也是新疆医科大学附属中医医院、新疆医科大学第四临床医学院。新疆维吾尔自治区中医医院位于中华人民共和国新疆维吾尔自治区乌鲁木齐市沙依巴克区黄河路，于1959年建立。

## 历史
新疆维吾尔自治区中医医院的前身是新疆省公费医疗门诊部中医诊室。1953年5月，隶属于新疆省公费医疗预防实施管理委员会的新疆省公费医疗门诊部成立，门诊部地址位于迪化市（今乌鲁木齐市）大十字的解放路上。次年8月，中医内、妇、针灸诊室开始接诊，此时门诊部有4名中医人员。1955年，随着新疆维吾尔自治区的成立，门诊部也更名为新疆维吾尔自治区公费医疗门诊部。1956年4月，门诊部内中医及设施被单独划分成为新疆维吾尔自治区中医门诊部，是归新疆维吾尔自治区卫生厅（今新疆维吾尔自治区卫生健康委员会）管辖的独立医疗机构。新疆维吾尔自治区中医门诊部成立时，设有内科、妇科、针灸科和中药调剂室，中医药人员20人。
1957年开始，中国各地或支援新疆，或被聘请至疆的中医人员开始增加，中医门诊部的接诊量开始增多。1959年7月，中医门诊部扩充为新疆维吾尔自治区中医医院，隶属于自治区卫生厅，院址及住院部设置在了乌鲁木齐市新华南路，设置病床50张，原门诊部改为中医医院门诊部，并新开设外科、儿科、推拿、气功、梅花针、骨科、喉科等临床科室。医院成立后曾设立中医学校，新疆维吾尔自治区中医学院（今新疆医科大学前身之一）成立后，该学校学生转入学院。1962年，门诊部建筑倒塌，门诊部迁至住院部，住院部取消。1965年，位于黄河路的新门诊楼、病房建成后，院址迁至黄河路。在大十字和黄河路均设有门诊和住院部，病床100张。
文化大革命开始后，自治区中医医院的管理陷入瘫痪，建设及科研也停止，老中医被批斗。不过期间医疗业务持续在进行，门诊接诊，住院部收治患者。到1974年10月，新疆维吾尔自治区革命委员会批准成立新疆维吾尔自治区中医研究所，研究所以中医医院为基地，施行一套人马两块牌子，医院医疗业务开始正常并开始发展。1978年，病房大楼建成，医院病床增至300张，卫生技术人员超过200人，医院设有6个临床科室和5个医技科室。1985年，医院卫生技术人员超过380人。1986年，中医医院成为新疆中医学院附属医院。1993年地上8层，地下1层的住院楼建成使用。1998年，成为新疆医科大学附属中医医院。2001年，新疆维吾尔自治区中医医院与新疆维吾尔自治区中医研究所正式合并。2005年，自治区中医医院住院楼拆除，并建设地上15层，地下1层的群楼建筑。2021年，中医药传承创新工程及康复综合楼项目被公示。

## 现状
新疆维吾尔自治区中医医院位于中华人民共和国新疆维吾尔自治区乌鲁木齐市沙依巴克区黄河路116号，占地近50000平方米，截止2011年，医院建筑面积超过121,000平方米。截止2015年，中医医院有职工3148人，其中6人享受国务院政府特殊津贴。截止2014年，新疆维吾尔自治区中医医院有2600张编制床位，有71个临床医技科室，39个行政后勤科室，2个门诊部以及分院、分部、社区卫生服务中心和戒毒所各1个。各科室中，心血管病科、骨伤科、皮肤病科和肺病科是中华人民共和国国家卫生健康委员会国家临床重点专科。医院有7个国家中医药管理局重点学科，如中维西医结合临床、中医骨伤科学等。医院长期开设近70项中医特色诊疗技术项目。截止2014年，中医医院有呼吸病研究所、心血管病研究所、骨与关节疾病研究所、肿瘤学研究所和高血压病研究所5个研究所。作为新疆医科大学临床医学院，中医医院有超过10个临床教研室以及数个硕士学位授予点。同时，新疆维吾尔自治区中医医院也是中医医院是中华人民共和国国家中医临床研究基地、脑卒中筛查与防治基地等若干研究基地。

## 著名医师
- 沈宝藩